# Dieptemeter

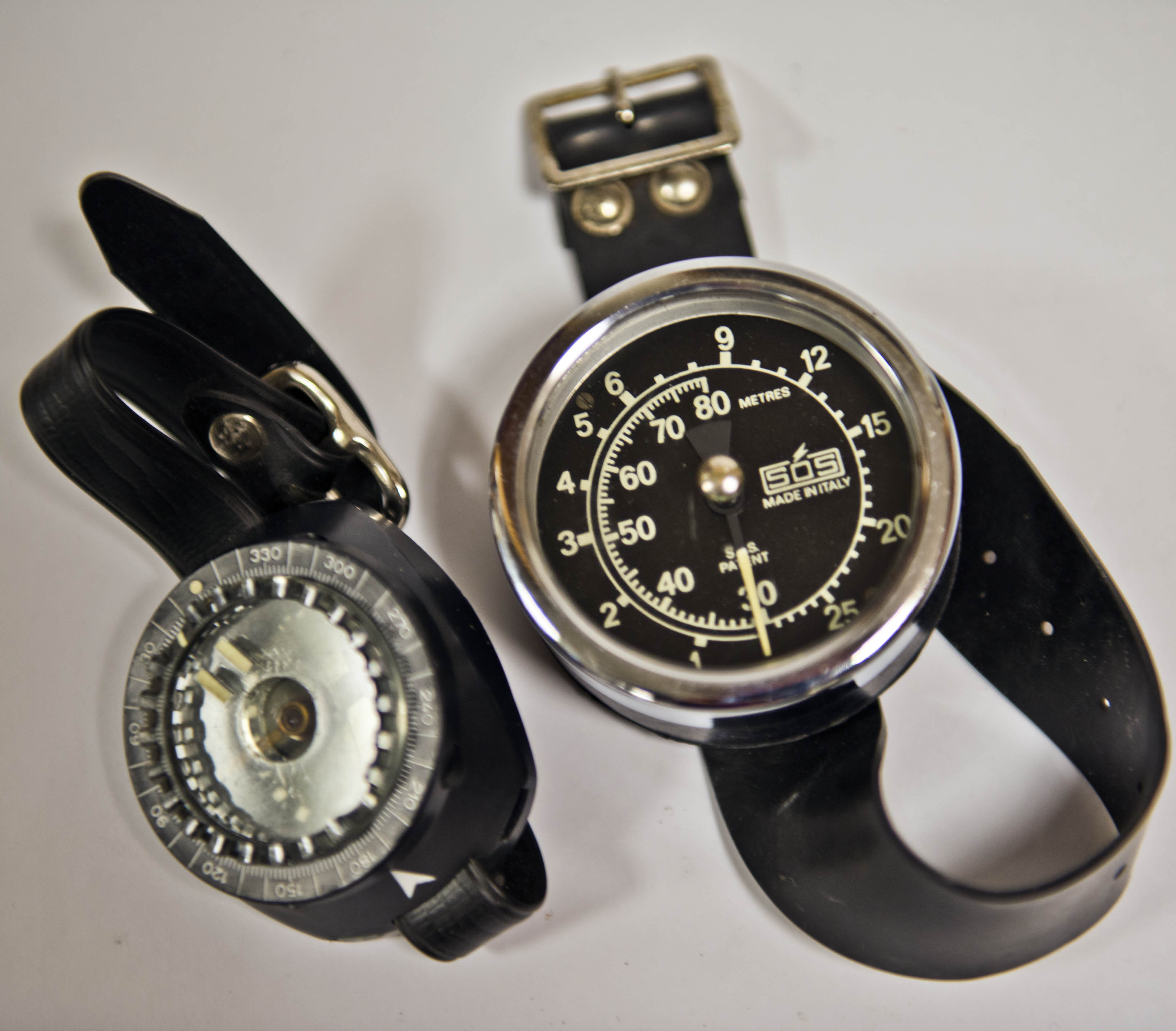
Dieptemeters voor duikers van 0-80 meter

Een dieptemeter is een instrument dat de diepte onder water aangeeft. 
Een dieptemeter wordt bijvoorbeeld bij de duiksport en in onderzeeërs gebruikt. Een dieptemeter maakt van de waterdruk gebruik om de diepte van het water te bepalen.
Een apparaat dat via sonar vanaf een schip de diepte tot de zeebodem bepaalt heet een echolood.